# Atletica leggera ai Giochi della XXVIII Olimpiade - 10000 metri piani maschili

Video della Finale

I 10000 metri piani hanno fatto parte del programma di atletica leggera maschile ai Giochi della XXVIII Olimpiade. La competizione si è svolta il 20 agosto allo Stadio Olimpico di Atene. Vi hanno preso parte 24 atleti.

## Presenze ed assenze dei campioni in carica
| Competizione         | Atleta                    | Prestazione | Atene 2004 |
| -------------------- | ------------------------- | ----------- | ---------- |
| Olimpiadi 2000       | Haile Gebrselassie        | 27'18"20    | Presente   |
| Commonwealth 2002    | Wilberforce Talel         | 27'45"39    | Non qual.  |
| Europei 2002         | José Manuel Martínez      | 27'47"65    | Presente   |
| Africani 2003        | Sileshi Sihine            | 27'42”13    | Presente   |
| Mondiali 2003        | Kenenisa Bekele           | 26'49"57    | Presente   |
|                      |                           |             |            |
| Mondiali junior 2000 | Robert Kipkorir Kipchumba | 28'54"37    | Non qual.  |

## Turni eliminatori
Non vengono disputati. Finale diretta con 24 iscritti.

## Finale
Stadio olimpico, venerdì 20 agosto, ore 22:35.
Il favorito è Kenenisa Bekele, già designato erede di Haile Gebrselassie, il campione che ha dominato la specialità negli otto anni precedenti. Gebrselassie, non al meglio della condizione, si mette al servizio della squadra per favorire un podio tutto etiope, con Bekele sul gradino più alto.

Per essere sicuri di controllare la corsa, gli etiopi si mettono in testa dopo pochi chilometri.
Dopo sette chilometri i temibili kenioti sono ormai staccati, gli unici che possono rovinare la festa agli etiopi sono l'eritreo Zersenay Tadese e l'ugandese Boniface Kiprop.

Ma all'ottavo chilometro Gebreselassie mostra segni di sofferenza. I compagni abbassano il ritmo per non fargli perdere il contatto, ma inutilmente. Perso il campione uscente (arriverà quinto a 20 secondi), si concentrano sulla lotta per la vittoria. Sihine tenta di sorprendere Bekele, ma il primatista mondiale lancia una volata irresistibile e vince d'autorità. Tadese batte Kiprop per il bronzo.
| Pos | Paese   | Atleta                    | Tempo    |
| --- | ------- | ------------------------- | -------- |
|     | Etiopia | Kenenisa Bekele           | 27'05"10 |
|     | Etiopia | Sileshi Sihine            | 27'09"39 |
|     | Eritrea | Zersenay Tadese           | 27'22"57 |
| 4   | Uganda  | Boniface Kiprop Toroitich | 27'25"48 |
| 5   | Etiopia | Haile Gebrselassie        | 27'27"70 |
| 6   | Kenya   | John Korir                | 27'41"91 |
| 7   | Kenya   | Moses Mosop               | 27'46"61 |
| 8   | Francia | Ismaïl Sghyr              | 27'57"09 |